# Primeiros-ministros do Vietnã
O Primeiro Ministro do Vietnã ( em vietnamita:  Thủ tướng Việt Nam    ), oficialmente nomeado Primeiro Ministro do Governo da República Socialista ( em vietnamita:  Thủ tướng Chính phủ nước Cộng hòa Xã hội chủ nghĩa    ), é o chefe de governo do Vietnã que preside as reuniões do Governo Central (ex-Conselho de Ministros).
Ho Chi Minh, que também serviu como presidente do país, foi nomeado primeiro ministro do Vietnã em 1946 pela Assembléia Nacional, depois de ter servido durante meses como presidente em exercício do governo provisório e ministro das Relações Exteriores após a Revolução de Agosto de 1945 . O primeiro ministro dirige o trabalho dos membros do governo e pode propor vice-primeiros-ministros à Assembleia Nacional . 

## Primeiros-ministros

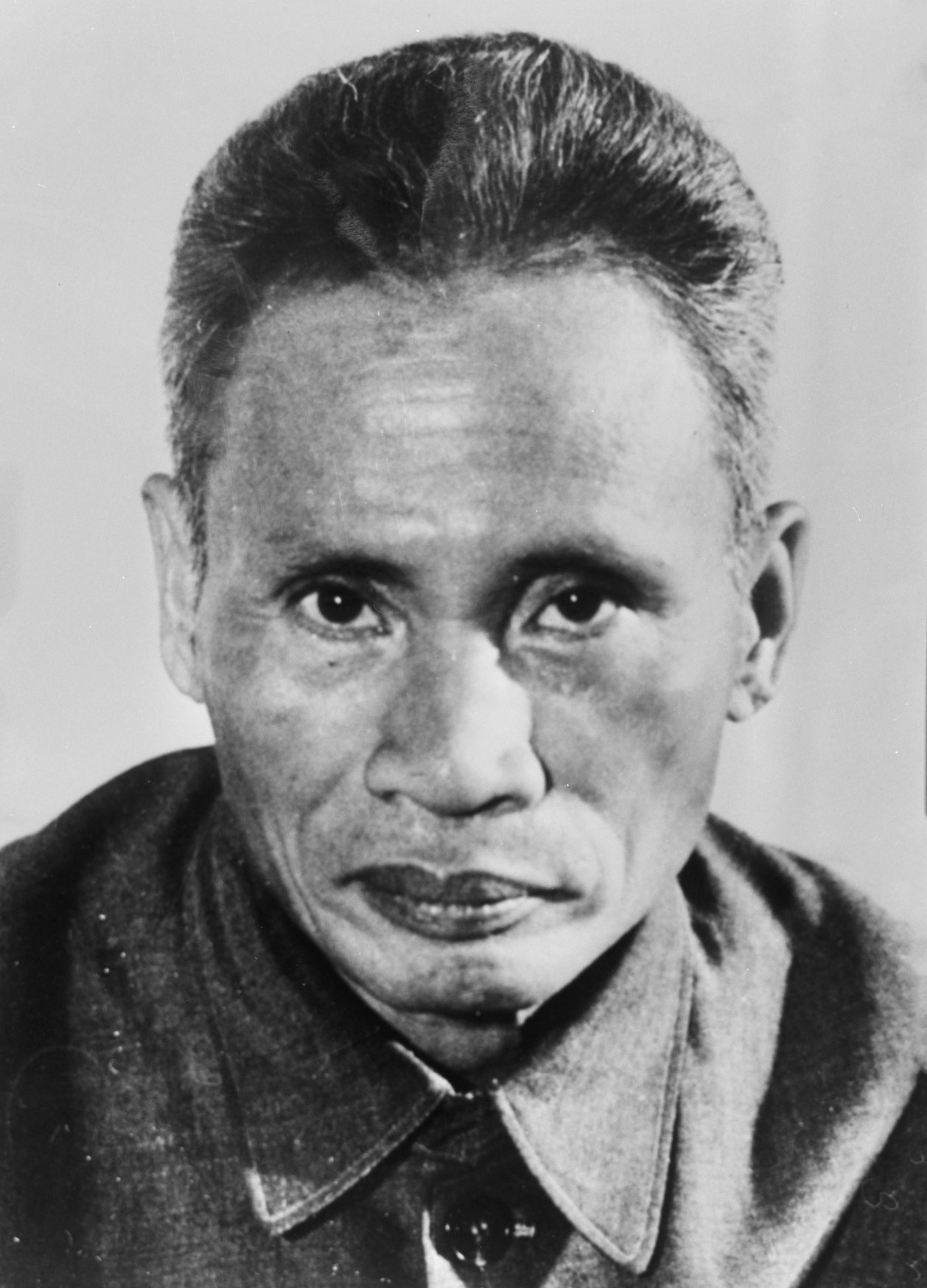
1.º Phạm Văn Đồng (1976–1987)
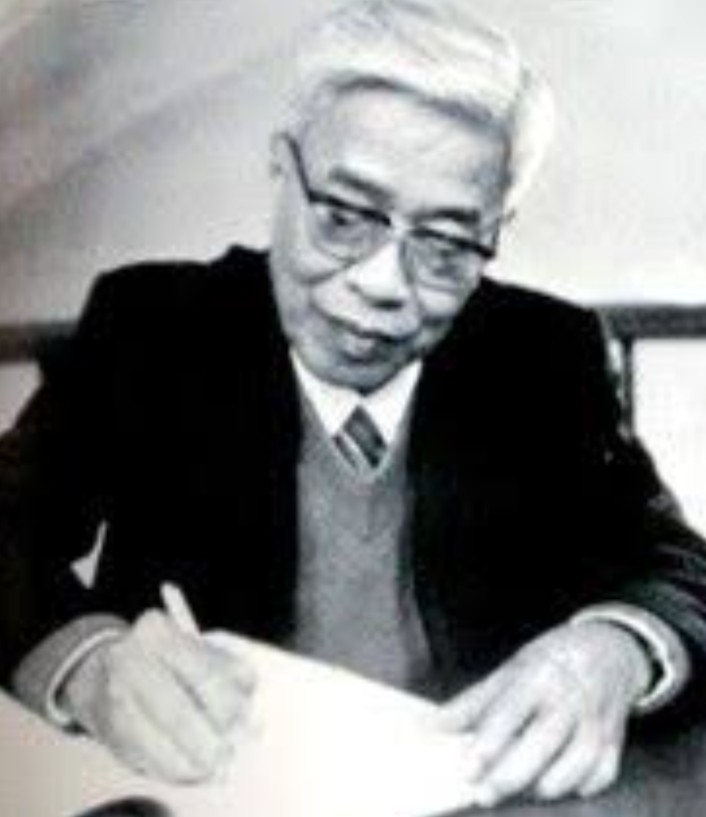
2.º Phạm Hùng (1987–1988)
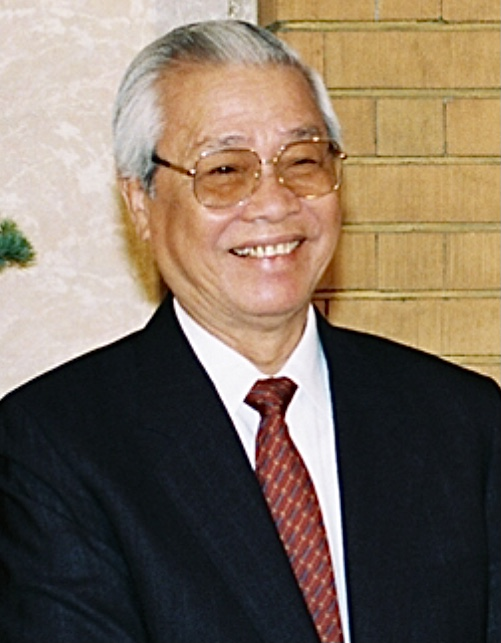
4.º Võ Văn Kiệt (1988–1997)
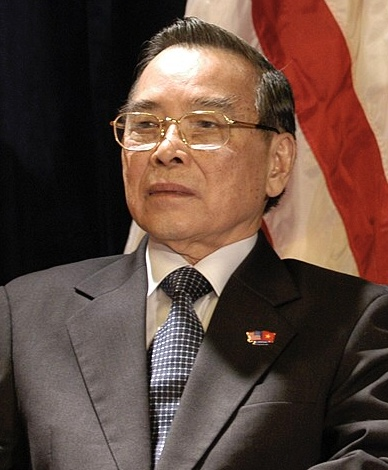
5.º Phan Văn Khải (1997–2006)
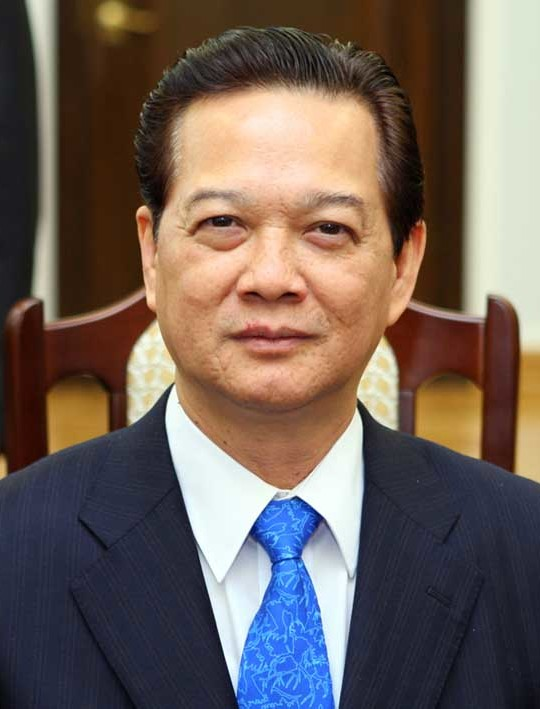
6.º Nguyễn Tấn Dũng (2006–2016)
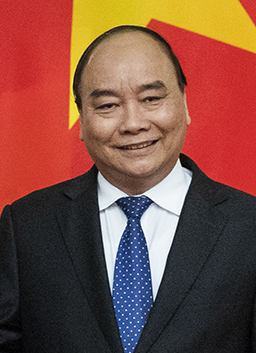
7.º Nguyễn Xuân Phúc (2016–2021)
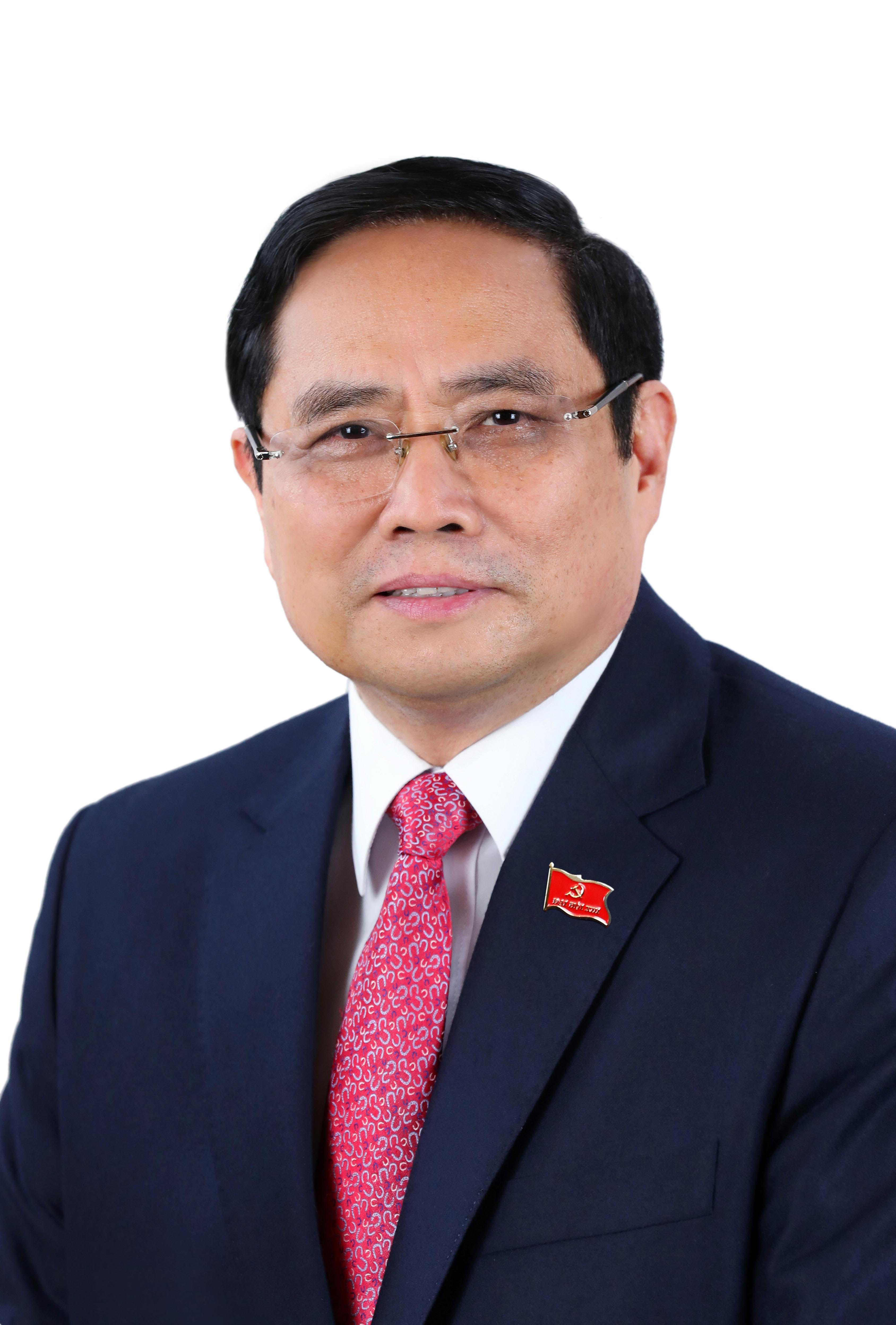
8.º Phạm Minh Chính (2021–presente)